# Pufferkapazität
In der Chemie beschreibt die Pufferkapazität {\displaystyle \beta } , auch Pufferungskapazität genannt, die Menge an Säure oder Base, die von einem Puffer ohne wesentliche Änderung des pH-Werts abgefangen werden kann. Sie ist somit ein Maß für die Stabilität des pH-Werts einer Lösung bei Zugabe von starken Basen oder starken Säuren.
Die Pufferkapazität gibt an, wie viele Oxonium-Ionen (H3O+) bzw. Hydroxidionen (OH−) einem bestimmten Volumen einer Lösung zugegeben werden können, bis deren pH-Wert einen bestimmten Wert erreicht hat bzw. bis deren pH-Wert um eine Einheit abgesenkt bzw. erhöht wird. Die Einheit der Pufferkapazität ist Millimol pro Liter oder Mol pro Kubikmeter.
Die Pufferkapazität hängt von den in der Lösung vorliegenden Konzentrationen an schwachen Säuren und Basen ab, die den Puffer bilden. In einer Lösung kann H3O+ nur abgepuffert werden, wenn die schwache Base noch in ausreichender Konzentrationen vorliegt. Analog dazu kann OH− nur abgepuffert werden, wenn noch genügend schwache Säure vorliegt. Je höher die Konzentrationen der schwachen Säure und Base in einer Lösung sind, desto größer ist die Pufferkapazität. Diese ist dann am größten, wenn Puffersäure und Salz in äquimolaren Mengen vorliegen. Als Faustregel kann man sagen, dass ein Puffer erschöpft ist, sobald das Verhältnis der Säure-/Base-Konzentration den Wert 1 zu 10 (bzw. 10 zu 1) überschreitet. Der pH-Wert eines Puffers kann daher um ±1 schwanken, bevor er erschöpft ist.
Im menschlichen Blut sorgt die sogenannte Alkalireserve (ein Vorrat an basisch puffernden Substanzen) für eine Pufferkapazität im Bezug auf die Lösung von Kohlenstoffdioxid („Blutpuffer“).